# カラダWEEK
『カラダWEEK』（カラダウイーク）は、2015年から日本テレビで毎年秋頃（主に11月）に、健康に関する企画を放送している。

## 放送期間
| 回 | 年     | 期間                | テーマ                                                    |
| -- | ------ | ------------------- | --------------------------------------------------------- |
| 1  | 2015年 | 11月9日 - 11月15日  | ニッポンを元気に!健康に!                                  |
| 2  | 2016年 | 11月7日 - 11月13日  | 自分のカラダ、みなおそう。                                |
| 3  | 2017年 | 11月13日 - 11月19日 | 自分のカラダ、好きになる。                                |
| 4  | 2018年 | 11月5日 - 11月11日  | 自分のカラダ、たいせつに。                                |
| 5  | 2019年 | 11月4日 - 11月11日  | すごいよ!カラダって                                       |
| 6  | 2020年 | 11月2日 - 11月8日   | 新・カラダ習慣                                            |
| 7  | 2021年 | 10月30日 - 11月6日  | 負けないカラダ、育てよう                                  |
| 8  | 2022年 | 10月30日 - 11月5日  | 秋だから、カラダとキモチ整えよう。                        |
| 9  | 2023年 | 11月5日 - 11月12日  | さあ、ケンコーをはじめよう!～カラダに良いこと、お気軽に～ |
| 10 | 2024年 | 11月3日 - 11月10日  | 好きなことで、カラダにいいこと。                          |

## 出演者
キャプテン
- 上田晋也（くりぃむしちゅー：2015年 - ）

サポーター
- 中条あやみ（2021年）
- 秋山竜次（ロバート：2021年）
- 白石麻衣（2022年）
- 錦鯉（2022年）
- 福原遥（2023年）
- 木村昴（2023年）
- 藤本美貴（2024年）
- 川口春奈（2024年）
- 宮野真守（2024年）

マネージャー
- イモトアヤコ（2015年）
- 中村アン（2016年 - 2017年）
- ハリセンボン（2016年）
- オードリー（2017年）
- 藤田ニコル（2018年）
- 千鳥（2018年）
- 橋本環奈（2019年）
- チョコレートプラネット（2019年）
- 本田翼（2020年）
- ぺこぱ（2020年）
- やす子（2023年）

応援アーティスト
- 日向坂46（2020年）

スペシャルサポーター
- 内田篤人（2020年）
- 野口聡一（2022年）
- 阿部一二三（2024年） -  「メダリストサポーター」という肩書で参加
- 阿部詩（2024年）-　実兄の一二三と揃って、「メダリストサポーター」として参加。